# آجند
آجند، روستایی است از توابع بخش مرکزی شهرستان نکا در استان مازندران ایران.

## جمعیت
این روستا در دهستان مهروان قرار دارد و براساس سرشماری مرکز آمار ایران در سال ۱۳۸۵، جمعیت آن 150 نفر (۲۵ خانوار) بوده‌است. مردم آجند از قومیت طبری هستند. مردم آجند به زبان طبری (مازندرانی) سخن میگویند.
از مشاهیر این روستا از مرحوم دکتر محمد قلی موسی نژاد استاد دانشگاه تربیت مدرس تهران می‌توان نام برد. این روستا در دهه 60 خورشیدی شش کشته در راه دفاع از وطن تقدیم نموده است 1-علی موسی نژاد 2- سردار احمد شیرخانی 3- رحیم فتحی 4- سردار غلام علی مرادیان 5- رمضان علی موسی نژاد 6- شیخ رحمت فتحی 